# Galenia glandulifera
Galenia glandulifera är en isörtsväxtart som beskrevs av V. Bittrich. Galenia glandulifera ingår i släktet galenior, och familjen isörtsväxter. Inga underarter finns listade i Catalogue of Life.